# 和平路商业街

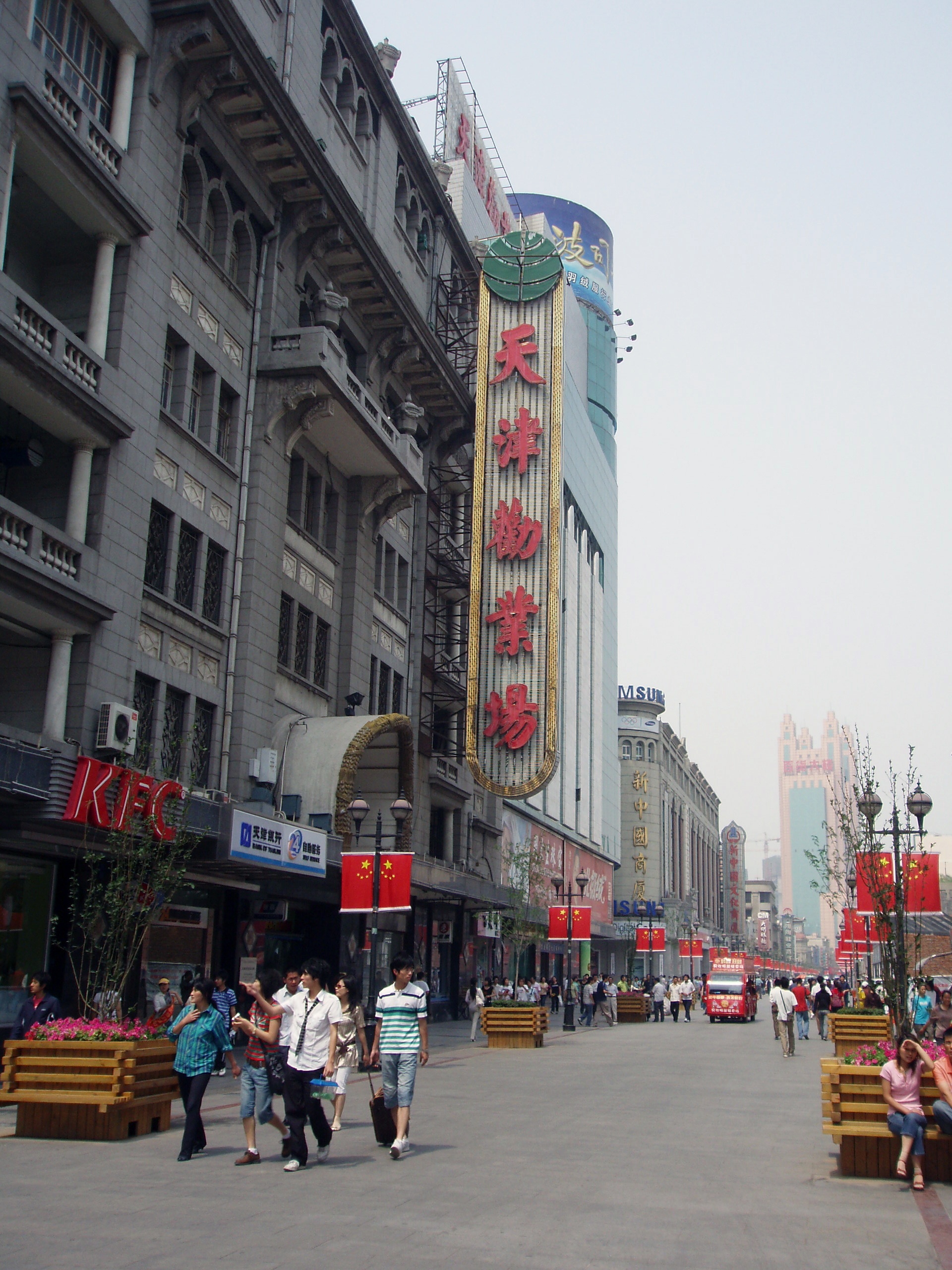

和平路商业街（金街）是天津的主要商业中心，购物步行街。
和平路从东南角起，接东马路，到渤海大楼止，接大沽路，是天津最繁华的购物中心，集中了天津最著名的商场。
和平路原来分为两段，北段属于天津日租界，名为“旭街”；南段属于天津法租界，名为“杜总领事路”，抗日战争胜利后，租界被国民政府收回，更名为“罗斯福路”，中华人民共和国成立后，更名为“和平路”。
天津旧城的城墙被拆除后，东马路逐渐成为商业店铺的聚集地，相邻的日租界旭街也逐渐繁华起来。1925年，中原公司成立，日本领事许以多种便利条件，希望建在日租界，1928年天津最高的建筑中原公司大楼（现百货大楼）在旭街落成。军阀混战期间，东马路的商店得不到安全保障，也纷纷向日租界转移，这一带开始繁华起来。
九一八事变后，日租界的许多商店，开始向法租界迁移。1928年底，劝业场落成，1930年，惠中饭店开业，1935年，可堪比拟中原公司的渤海大楼建立，1936年，中国大戏院落成。和平路逐渐形成天津的商业中心。
2001年经修缮，和平路确立为步行街，禁止车辆通行，称为“金街”，只有一路经过改装类似老电车的公共汽车通行，不设车站，招手即停。步行街商业区还包括和和平路交叉的滨江道，直到西开教堂，成为天津的主要购物旅游区。